# Шийний бандаж
Шийний бандаж[джерело?] — це медичний ортопедичний виріб, призначений для стабілізації шийного відділу хребта і голови в функціонально вигідному положенні.[джерело?]

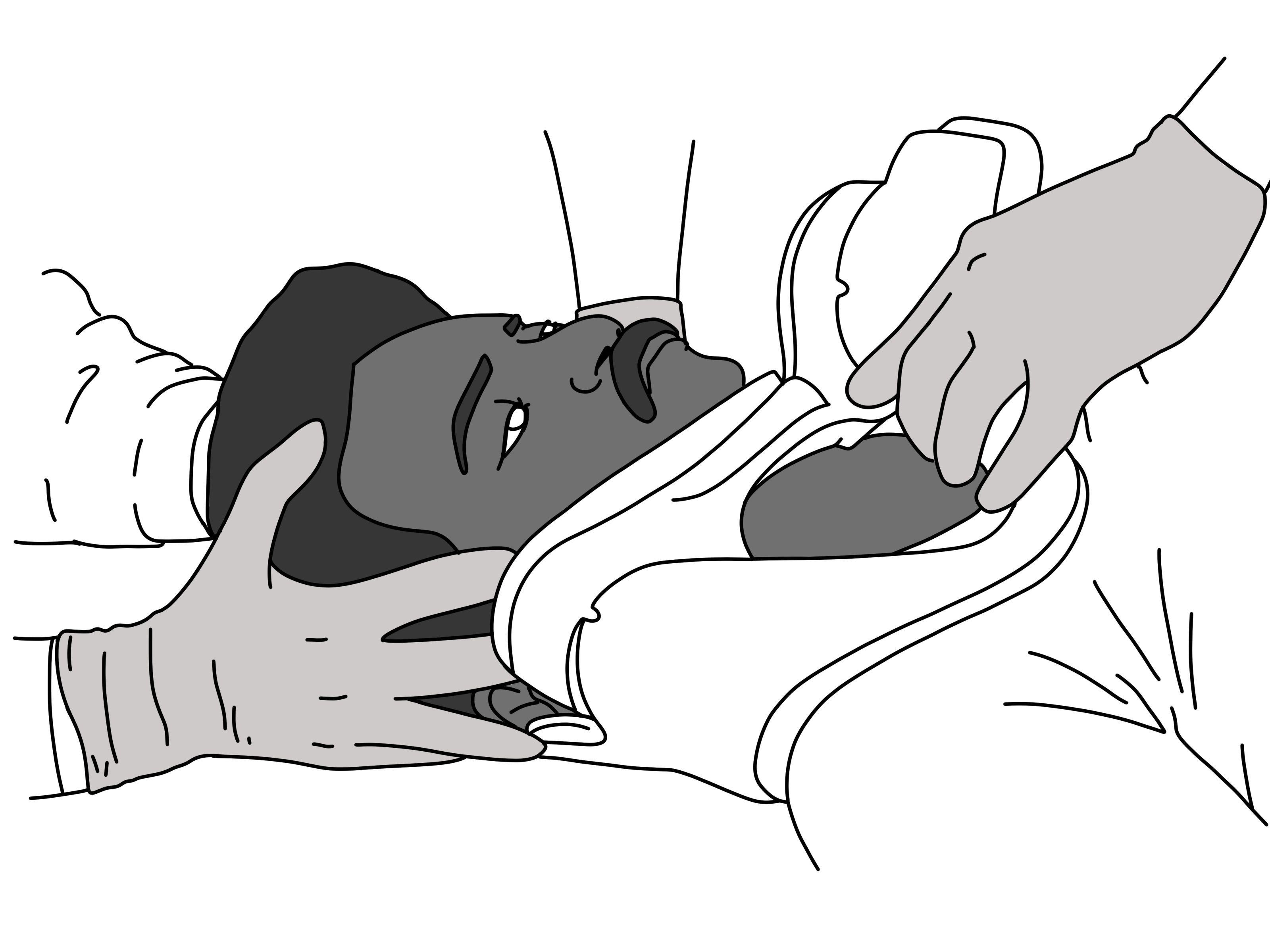
Накладання комірця Шанца

Бандаж застосовується при всіх типах захворювань шийного відділу хребта, при травмах шийних хребців і м'яких тканин шиї, травмах[джерело?] від раптового або різкого руху головою і шиєю, в післяопераційний період.

## Історія
Шийний комір був винайдений у 1966 році Джорджем Коттрелом під час війни у В'єтнамі як спосіб забезпечити іммобілізацію шиї в американських солдатів із потенційними нестабільними травмами шиї.
Його використання на догоспітальному етапі в Сполучених Штатах було популяризовано хірургом-ортопедом Доктором Дж. Д. Фаррінгтоном (англ. JD Farrington). У своїй статті «Смерть у канаві» Фаррінгтон описав, як бачив «неакуратне й неефективне вивезення жертви з транспортного засобу». Він пояснив, як для запобігання цьому необхідний стандартизований підхід до застосування шийних комірів перед вилученням жертв ДТП із транспортних засобів.

## Види

### Шина Шанца
Комірець Шанца — виготовляється зі щільного та м'якого матеріалу. У момент, коли шина надіта на шию, не можна лежати[джерело?], так як в результаті тиску на шийні хребці можуть виникати їх деформації.

### Бандаж Філадельфія
Використовується при серйозних травмах, покриває всю шию від плечової лінії до підборіддя, фіксуючи потилицю і підтримуючи щелепу.

### Надувний бандаж
Бандаж в формі гумової камери, в яку закачується повітря. Ця модель забезпечує м'яке витягування шийного відділу.